# Morre de la Gardilha
El Morre de la Gardilha (en francès Moure de la Gardille) és un cim del Massís Central, que forma part de la Margeride al departament francès del Losera, al municipi de Langogne. Està situat molt a prop del mont Lozère.

## Hidrografia
Hi ha dues fonts principals en aquest punt, a menys de dos quilòmetres: La primera és la del riu Allier i l'altra el Chassezac, que no alimenten la mateixa conca, ja que l'Allier va cap a l'Atlàntic per desembocar al riu Loira, mentre que el segon és mediterrani i desemboca al Roine.

## Geografia
El Moure de la Gardille és molt a prop del bosc de Mercoire, davant de la Muntanya del Goulet, a les Cévennes, a 35 km de Mende.